# Sharban
Sharban (albanisch auch Sharbani, serbisch Шарбан Šarban) ist ein Dorf in der Gemeinde der kosovarischen Hauptstadt Pristina. Es liegt auf einer Höhe von etwa 790 Metern. Haupteinnahmequelle des Ortes ist die Forst- und Landwirtschaft.
Bei der Volkszählung 2011 wurden in Sharban 317 Einwohner erfasst, von denen sich alle bis auf eine Person als Albaner bezeichneten.
| Volkszählung | 1948 | 1953 | 1961 | 1971 | 1981 | 1991 | 2011 |
| ------------ | ---- | ---- | ---- | ---- | ---- | ---- | ---- |
| Einwohner    | 497  | 573  | 629  | 715  | 886  | 893  | 317  |